# Chinhŭng de Silla
 (mai 2025).
Si vous disposez d'ouvrages ou d'articles de référence ou si vous connaissez des sites web de qualité traitant du thème abordé ici, merci de compléter l'article en donnant les références utiles à sa vérifiabilité et en les liant à la section « Notes et références ».
Le roi Chinhŭng (hangeul : 진흥왕 ; hanja : 眞興王 ; RR : Jinheung Wang ; MR : Chinhŭng Wang) est un souverain coréen du royaume Silla né en 526 et mort en 576. Il règne de 540 à 576, et étend considérablement le territoire de Silla, principalement en s'alliant avec le royaume de Baekje au détriment du Koguryo.
Il a une stèle commémorative à son nom dans le District de Changnyeong.